# Dryobalanops keithii
Dryobalanops keithii är en tvåhjärtbladig växtart som beskrevs av Symington. Dryobalanops keithii ingår i släktet Dryobalanops och familjen Dipterocarpaceae. Inga underarter finns listade i Catalogue of Life.